# Strongylodon crassifolius
Strongylodon crassifolius là một loài thực vật có hoa trong họ Đậu. Loài này được Perkins miêu tả khoa học đầu tiên.